# 軍事教員を殴打した事件
軍事教員を殴打した事件（ぐんじきょういんをおうだしたじけん）とは、太平洋戦争最中の1943年（昭和18年）3月に、立教大学の学生たちが軍事教官（配属将校）を呼び出して殴打した事件。戦時下の学生たちが、当時幅を利かせていた軍事教員に対抗した勇気ある行動は類例に乏しく、痛快な出来事として知られる。

## 経緯
日米開戦後、日本国内で国家主義の徹底化が図られていく中、敵国となったアメリカ人が設立した立教大学への圧力も強まり、立教の建学理念は大きく揺らいでいくこととなる。
1942年（昭和17年）1月には、キリスト教主義という立教の教育目的が文部省当局から問題視され、キリスト教主義への締め付けが厳しくなる中、1942年（昭和17年）9月には、阿部三郎太郎（立教大学予科教授）の支配下にあったボクシング部の学生が、阿部や辻荘一（文学部教授）らと対立して立教からキリスト教の追放を主張していた小沢淳男（文学部教授、予科教授）を襲撃する「学生暴行事件」が起こった。これ契機に、遠山郁三（学長）ら立教首脳部が学内外からの圧力に配慮して、同月中に理事会で法人の存立規則（寄附行為）と大学学則から「基督教主義」の文言を削除することを決断する（同年11月に申請、翌年2月15日認可）。1942年（昭和17年）10月には、チャペルを閉鎖し、「修養堂」と改称された。
こうした状況化にあって、1943年（昭和18年）3月に、学内で幅を利かせて威張りちらしていた軍事教官（配属将校）を、立教大学の学生有志6人が体育館に呼び出して殴打する事件が起こることとなった。
事の原因は、チャペル（修養堂）で予定される行事の際に、軍事教員に踊らされた学生が、立教のキリスト教主義的体質を変えるため、ビラをまいて妨害しようとする計画があったことと、従来運動部の予算は、各部代表が討議して民主的に配分していたところ、その年から関係ない軍事教官が口出しして、銃剣道部が先ず必要な予算を取り、残りを各部で分けろと言い出したことが主な理由であった。6人の学生のうち3人はボクシング部員で、その中には、館山での砲術学校での訓練中に、教官から修正（殴打されること、海軍用語）を受けても倒れず、逆に教官のほうがくたばったという伝説を持つ学生もいた。
当時、軍服姿の軍人を学生が呼び出して、さらに殴打するといったことは、理由は問わず反軍的行為とみられ、退学処分だけでなく、特別高等警察か憲兵隊による何らかの処分が予測される時代下での行動であった。報告を受けた軍事教官の上官は、6人を放校処分のしろ、さもなくば立教大学を憲兵隊に包囲させると言い出したが、学長の遠山は、放校の権限は私にあって、軍事教官は関係ないとはねつけ、結局春休み中の停学処分となったという。立教大学史では、戦時下における学生たちの、勇気ある果敢な出来事として語られている。